# Света Марина (Кавала)
Света Марина (грч. Αγία Μαρίνα, Аја Марина) је приморско насељено место у  општини Кушница у периферији Источна Македонија и Тракија, Грчка. Према попису из 2021. године било је 6 становника.
Насеље се први пут помиње на попису из 1971. године са три становника.